# Kløverbladstest
Kløverbladstesten er en metode anvendt af bioanalytikere.

## Formål
Kløverbladstesten bruges til at bestemme hvorvidt en resistent bakterie producerer betalactamase, eller gør brug af en anden resistens mekanisme.
Betalactamase er et enzym der nedbryder betalactamringen i betalactam baseret antibiotika.

## Fremgangsmåde
Man totalspreder en i forvejen kendt penicillin følsom Staphylococcus aureus på en 5% blodagarplade, derefter tager man bakterien man ønsker at teste og afsætter som et kryds i midten af pladen. Derefter placerer man penicillindisken i midten af krydset.

## Aflæsning
Hvis bakterien er betalactamase positiv vil det ses ved at den totalspredte Staphylococcus aureus har overlevet omkring de betalactamase producerende bakterier, da betalactamase diffundere fra bakterien ud i mediet, derfor vil betalactamase virke lokalt og ikke kun for den producerende bakterie.
Derved vil der opstå en firkløverformet drabszone omkring tabletten og ikke en rundzone, og man kan konkludere at bakterien er betalactamase producerende.